# سياروفتسي
سياروفتسي (بالبلغارية: Сяровци)‏ قرية تقع إدارياً ضمن مقاطعة غابروفو في بلغاريا. ويبلغ عدد سكانها 2 نسمة حسب تعداد 15 مارس 2015. تعتمد سياروفتسي للبريد على الرمز البريدي 5380.